# ブライアン・ジョンソン (捕手)
ブライアン・デビッド・ジョンソン（Brian David Johnson, 1968年1月8日 - ）は、アメリカ合衆国・カリフォルニア州オークランド出身の元プロ野球選手。MLBの複数の球団で捕手を務めたが、もともとスタンフォード大学の学生時代にはカレッジフットボールのクォーターバックとして活躍していた。

## 生い立ち
ジョンソンは、1983年から1986年まで、カリフォルニア州オークランドのスカイライン高等学校に学び、3種のスポーツ資格で大学への入学を認められるほどの実績を挙げた。高校の野球チーム「タイタンズ (Titans)」では捕手と投手を務め、全米タイ記録ひとつと、州新記録6つを残し、全米高校代表にも選抜された。また、高校在学中の3年間すべてのアメリカンフットボールのシーズンにおいてスターティング・クォーターバックを務めた。さらに、スポーツ資格で大学への入学を認められレベルのチームであったスカイライン高校のバスケットボール・チームにおいても、後にNBAで活躍したゲイリー・ペイトンのバックアップ要員であった。ジョンソンは、カリフォルニア州の高校スポーツ機構である Cal-Hi Sports から、3年連続してアスリート・オブ・ザ・イヤーを受賞した。ジョンソンはまた、1980年代において、オークランド・ホースハイド・ソフトボール・クラブ (Oakland Horsehide softball club) でバット・ボーイを務め、後には選手としても出場した。

## スタンフォード大学
ジョンソンは、全額給費の奨学金を得て、スタンフォード大学でアメリカンフットボールのクォーターバックとしてプレイした。最初の3シーズンは、各シーズンの一時期ではあったが、スターティング・クォーターバックを務めた。大学の野球チーム「カージナル (Cardinal)」では、捕手と二塁手以外の7つのポジションでプレイし、チームが2度にわたってメンズ・カレッジ・ワールドシリーズ優勝を遂げることに貢献した。

## MLB
スタンフォード大学3年時だった1989年のMLBドラフトにおいて、ジョンソンは16巡目（全体413位）でニューヨーク・ヤンキースから指名された。ジョンソンは、大学では捕手を経験していなかったが、プロでのポジションは高校までに経験していた捕手を通すことになった。プロ生活では、サンディエゴ・パドレス（1994 - 1996）、デトロイト・タイガース（1997）、サンフランシスコ・ジャイアンツ（1997 - 1998）、シンシナティ・レッズ（1999）、カンザスシティ・ロイヤルズ（2000）、ロサンゼルス・ドジャース（2001）と、6球団を渡り歩くことになった。MLBデビューは1994年4月5日、最後の出場は2001年9月21日であった。
MLBでは、通算打率.248、安打351本、本塁打49本の記録を残した。

### 「ブライアン・ジョンソン・ゲーム」
ジョンソンのプロ野球選手としての経歴の中でも、特筆すべき瞬間のひとつは、1997年9月18日にサンフランシスコ・ジャイアンツの一員としてロサンゼルス・ドジャースと対戦していた試合で、12回裏にホームランを放ち、チームをドジャースとの同率首位に押し上げたときであった。ジャイアンツは、その後、ナショナルリーグ西地区で優勝し、以降、ジャイアンツのファンたちはこの試合を「ブライアン・ジョンソン・ゲーム」と呼ぶようになった。

## 詳細情報

### 背番号
- 28（1994年）
- 25（1995年 - 1996年）
- 10（1997年 - 同年途中）
- 18（1997年途中 - 1998年）
- 29（1999年）
- 19（2000年）
- 26（2001年）